# FM 에히메
FM에히메는 일본의 FM라디오 방송국으로 에히메현에서 방송을 실시하고 있다.
JFN에 가맹했으며 콜사인과 약칭 모두 JOEU-FM이다.

## 개요
- 시코구 지역 첫 번째 민영 FM방송국이자 일본에서 5번째로 개국한 민영 FM방송국이다.
- JFN계열 방송국중에서 유일하게 매일 심야방송을 중단하고 있다.
- JFN중심 프로그램 공급체제가 이뤄지지 않을 때 개국해서인지 자사 제작 프로그램 비율이 높다.(JFN을 중심으로 한 프로그램 공급은 1984년부터 시작되었다.)

## 연혁
- 1981년 2월 6일 : 예비 면허 취득
- 1981년 4월 17일 : 주식회사 FM에히메 설립
- 1982년 2월 1일 : 개국(일본민영 FM 방송국중 5번째로 설립)
- 1995년 4월 1일 : FM 문자다중방송 개시
- 2014년 3월 31일 :FM 문자 다중 방송 폐지.

## 주파수
- 마쓰야마 방송국:79.7MHz(출력:1kW)
- 니하마 중계국:89.2MHz(출력:100W)
- 가와노에 중계국:80.0MHz(출력:10W)
- 오즈 중계국:78.8MHz(출력:30w)
- 야와타하마 중계국:77.6MHz(출력:100W)
- 우와지마 중계국:82.1MHz(출력:100W)
- 이마바리 중계국:80.6MHz(출력:20W)
- 시로가와 중계국:80.2MHz(출력:3W)
- 미나미우와지마 중계국:78.8MHz(출력:30W)

## 에히메현에 있는 다른 텔레비전·라디오 방송국
- NHK 마쓰야마 방송국
- 난카이 방송(RNB)(TV는 니혼 TV 계열국, 라디오는 JRN&NRN계열국)
- 에히메 아사히 TV(eat)(TV 아사히 계열)
- 아이 TV(ITV)(도쿄 방송 계열)
- TV 에히메(EBC)(후지 TV 계열)